# چیکالون، آلاسکا
چیکالون (به انگلیسی: Chickaloon) شهری در بخش ماتانوسکا-سوسیتنا ایالت آلاسکا است که جمعیت آن در سرشماری سال ۲۰۰۰ میلادی ۲۱۳ نفر بوده‌است.